# Wilhelm Wittje
Hinrich Wilhelm Wittje (* 30. Januar 1880 in Delfshausen; † 1. Oktober 1946 in Großenmeer-Barghorn) war ein deutscher Politiker (DDP, DStP, FDP). Er war von 1923 bis 1931 Abgeordneter des Oldenburgischen Landtages und von 1945 bis 1946 Bürgermeister der Großgemeinde Moorriem.

## Leben
Wittje verdiente seinen Lebensunterhalt ab 1890 in der Landwirtschaft mit Gelegenheitsarbeiten beim Torfabstich in den Mooren und im Hafen. 1904 wurde er Pächter in Delfshausen und ab 1907 wirkte er als Landwirt in Barghorn. In Großenmeer gehörte 1916 dem Schulvorstand an und 1917 wurde er Bezirksvorsteher. Des Weiteren fungierte er als Geschäftsführer des Oldenburger Bauernbundes.
Wittje trat in die liberaldemokratische DDP ein wurde 1924 Gemeinderat in Großenmeer. Er war Aufsichtsratsmitglied der bäuerlichen Bezugsgenossenschaft der Spar- und Darlehenskasse und Vorstandsmitglied der Eierverkaufsgenossenschaft sowie der Elektrizitätsgenossenschaft. Im Juni 1923 wurde er erstmals in den Oldenburgischen Landtag gewählt, dem er ohne Unterbrechung bis 1931 angehörte. Im Landesparlament war er durchweg Mitglied des Verwaltungsausschusses.
Bereits 1923/24 von politischen Gegnern überfallen, wurde 1931 Wittjes Haus niedergebrannt. 1933 durchsuchte die SA sein Haus.
Nach dem Zweiten Weltkrieg setzte ihn die britische Militärverwaltung als Bürgermeister der Großgemeinde Moorriem ein und im Anschluss an die erste freie Kommunalwahl wurde er 1946 im Amt bestätigt. Des Weiteren war er – mittlerweile der FDP beigetreten – Kreistagsabgeordneter im Landkreis Wesermarsch.
Wilhelm Wittje war verheiratet und hatte vier Kinder.